# Pedro Lezcano Montalvo
Pedro Lezcano Montalvo (n. Madrid; 20/9/1920 - f. Las Palmas de Gran Canaria; 11/9/2002), fue un poeta, ajedrecista y político español.

## Biografía
Nacido en Madrid, se traslada a Las Palmas de Gran Canaria a los nueve años. Cursa estudios de Filosofía y Letras  en la Universidad de La Laguna y  culminando la especialidad de Filosofía Pura en Madrid, pero no llega a terminar su tesis doctoral y mostrará su descontento y discrepancias ante las ideas presentes en la Facultad de Letras de la Universidad Complutense. Tras terminar los estudios se establecerá como impresor y editor. 
En sus años universitarios en la capital de España, frecuenta a los garcilasianos liderados por el poeta José García Nieto en su tertulia del Café Gijón. Allí traba amistad con Eugenio de Nora, Sergio Alonso y Cela entre otros intelectuales de la posguerra española. También son frecuentes sus visitas a Villa Velintonia, la casa de Vicente Aleixandre. Escribe cuentos, teatro –en aquellos años una obra suya es premiada por el ]- y poesía, y comienza a publicar sus versos en revistas literarias de la época empujado por sus amigos madrileños.
Influenciado inicialmente por los poetas del 27, especialmente por Miguel Hernández, admirador de los vates isleños Saulo Torón, Tomás Morales y Alonso Quesada -a los que considera padres espirituales de una obra poética nacida en las Islas pero con vocación universal-, alterna desde sus primeros poemarios publicados la poesía popular con la de contenido social y humanístico, sin despreciar la lírica más existencialista y amorosa. El propio Dámaso Alonso sería uno de sus críticos literarios más entusiastas cada vez que un poemario suyo salía a la calle.
Su vinculación con otros poetas e intelectuales canarios de su generación, como los hermanos Agustín Millares y José María Millares Sall, Carlos Pinto Grote o Ventura Doreste y Víctor Doreste (algunos de ellos hacen tertulia en una imprenta que abre Lezcano en Las Palmas de Gran Canaria a finales de los 40), propicia la aparición de Antología cercada, un poemario colectivo que se adelanta a lo que después se catalogaría como Poesía Social en España. En la siguiente década, con su hermano Ricardo, con amigos y familiares, sostiene durante 12 años - como autor, director y actor- una recordada actividad teatral a la sombra de El Museo Canario, el Teatro Insular de Cámara.
De su obra en prosa hay que destacar La ruleta del Sur (1956), Desconfianza (1945), Diario de una mosca (1994) y Cuentos sin geografía y otras narraciones (1968). De su obra poética quizás sean La Maleta (1982) y Consejo de Paz las más conocidas, pero también hay que mencionar libros como Cinco Poemas (1944), Romancero canario (1946), Paloma o herramienta (1989) y Romance del tiempo (1950).
También adoptará un compromiso político colaborando estrechamente con el Partido Comunista de España durante los años de la dictadura, con Canarias Libre, y otras iniciativas antifranquistas. 
Por su poema Consejo de Paz, donde realiza una denuncia de las injusticias sociales y una crítica al militarismo, es sometido a un consejo de guerra junto a Salvador Sagaseta.
Sus poemas han sido musicados por diversos compositores populares como Manuel Picón o Andrés Molina, aunque su relación más importante en este campo la estableció con Manuel González Ortega y Mestisay, con quienes establece una fecunda relación personal y artística desde la fundación del grupo, participando en conciertos y giras internacionales donde recitaba sus poemas y colaborando como recitador en la cantata “Romance del Corredera”, basada en un texto de su autoría. Varias canciones de Mestisay, como “Sulema” o “Mi pequeña María” tienen su origen en poemas del propio Lezcano, que también grabó con el grupo canario en la década de los 80 su monólogo poético “La Maleta”, muy popular en las Islas Canarias, y que sería ilustrado en 1984 por Manuel Cardona Sosa con reedición en 1993, y musicado por Rogelio Botanz y grabado por Taller Canario de Canción. 
En los años 80 inicia su faceta como candidato político independiente en la coalición Unión del Pueblo Canario, hasta llegar a la Presidencia del Cabildo de Gran Canaria en 1991, por ICAN (partido político fundacional de Coalición Canaria). Miembro de Honor de la Academia Canaria de la Lengua, Premio Canarias de Literatura y doctor honoris causa por la Universidad de Las Palmas de Gran Canaria e hijo adoptivo de esta ciudad, Lezcano fue, además, un notable jugador y maestro de ajedrez, submarinista, senderista y micólogo.
Fallece en Gran Canaria en 2002.
| Predecesor: Carmelo Artiles Bolaños | Presidente del Cabildo de Gran Canaria 1991 – 1995 | Sucesor: José Macías Santana |